# Véhicule d'intérêt général
Un véhicule d’intérêt général est un usager de la route particulier en France. Les règles de circulation le concernant et le comportement à adopter sont différents d'un usager classique.

## Véhicule d’intérêt général prioritaire

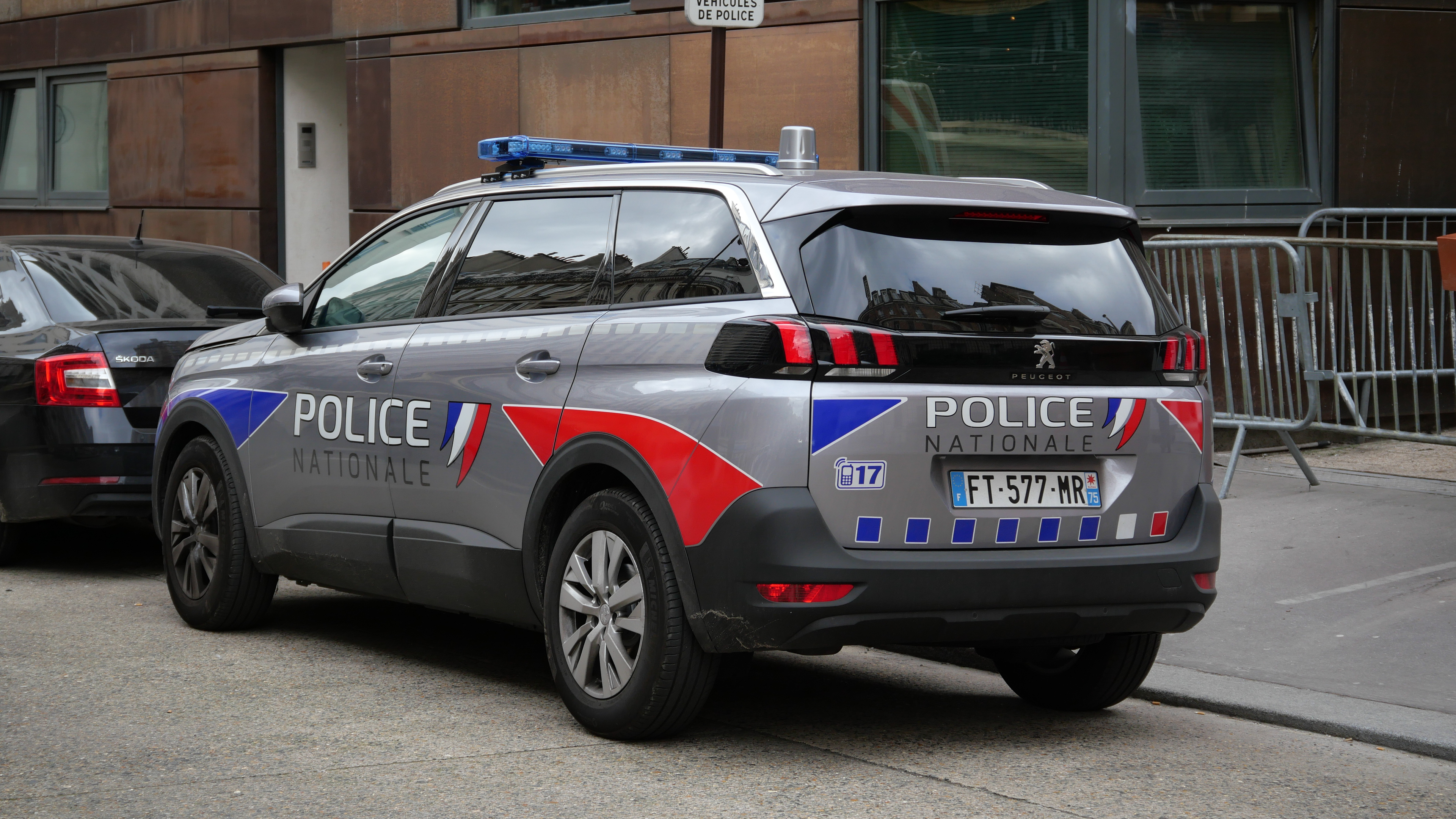
Ce véhicule est un véhicule d’intérêt général prioritaire, lorsqu'il fait usage de ses avertisseurs sonores et lumineux

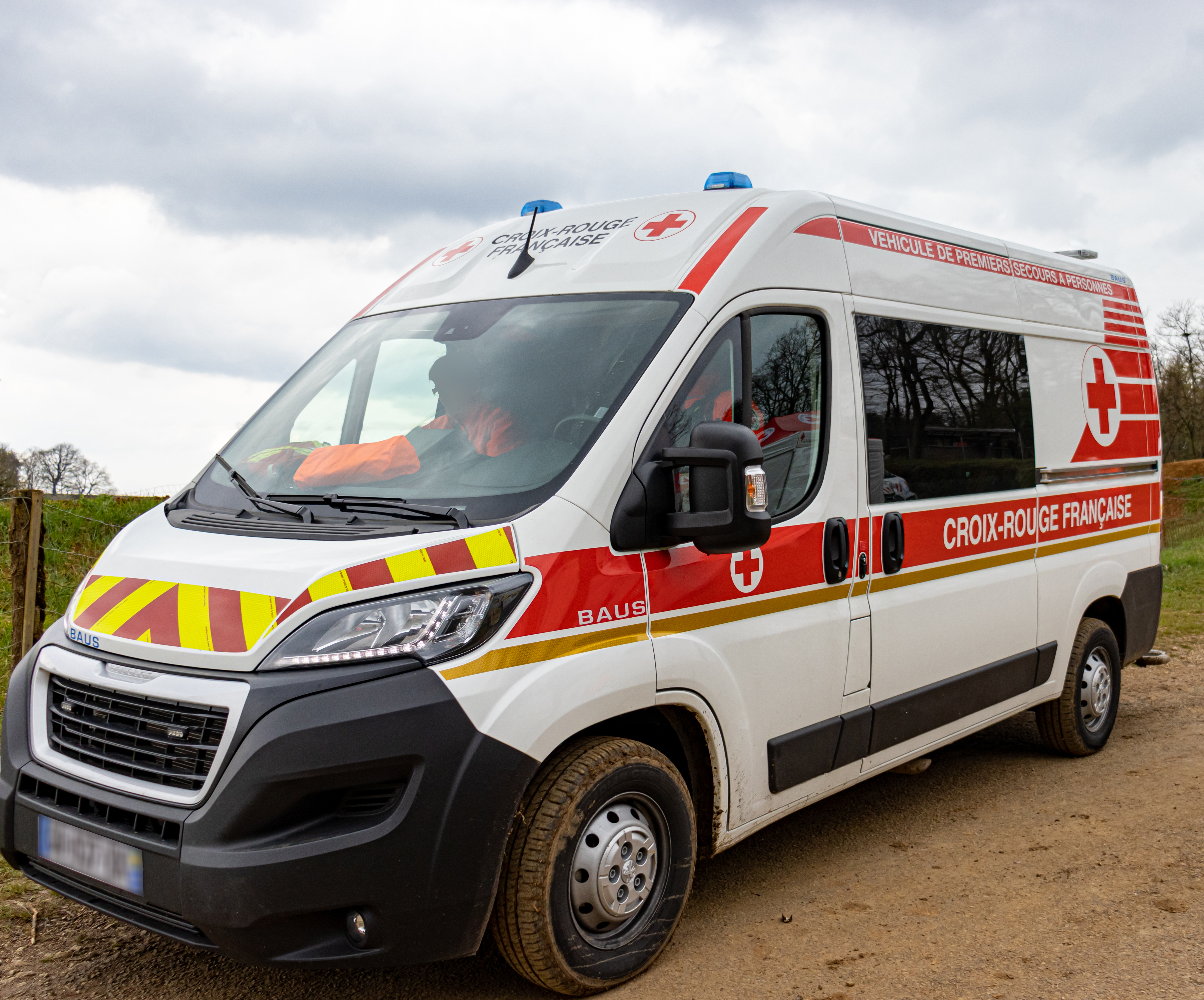
Ce véhicule est un véhicule d’intérêt général bénéficiant de facilités de passage. Il devient véhicule d'intérêt général prioritaire s'il est exclusivement affecté à l'intervention du SAMU.

Ces véhicules sont prioritaires sur tous les véhicules et dans toutes les situations de circulation s'ils utilisent conjointement leur :
- sirène deux tons[2] deux temps;
- feu tournant[3] de couleur bleue[4] (gyrophare ou diodes s'allumant successivement).

Ils ont la possibilité d'enfreindre certaines règles du code de la route notamment le respect de la signalisation verticale relative aux intersections, la signalisation verticale lumineuse ou la vitesse « dans les cas justifiés par l'urgence de leur mission et sous réserve de ne pas mettre en danger les autres usagers de la route »,. Il est nécessaire de dégager la chaussée (en sécurité) pour leur permettre le passage,.
Ces véhicules sont  :
- véhicules de la Structure mobile d'urgence et de réanimation (SMUR). Ces véhicules portent parfois le marquage "SAMU" (Service d'aide médicale urgente) ;
- véhicules des services de lutte contre l'incendie, incluant l'ensemble des véhicules des Services d'incendie et de Secours, quelle que soit leur nature administrative ;
- véhicules effectuant des missions dans le cadre de la DFCI, qu'ils appartiennent à l'Office national des forêts, aux forestiers-sapeurs, ou encore à la Direction régionale de l'Alimentation, de l'Agriculture et de la Forêt ;
- les ambulances privées et véhicules de premier secours à personnes des Associations Agréées de Sécurité Civile agissant à la demande du service d'aide médicale urgente (SAMU)[11],[12] ;
- véhicules des services de police et de gendarmerie, incluant par décrêt les véhicules de police municipale, et de fait, de l'ONF dans le cadre de sa mission de police des fôrets et de l'Office français de la biodiversité pour les missions de police de l'environnement ;
- véhicules du ministère de la justice affectés au transport des détenus ou au rétablissement de l'ordre dans les établissements pénitentiaires ;
- véhicules des unités militaires de la Sécurité civile ;
- véhicules des douanes.
- certains véhicule militaires affectés au Service de santé des armées, sur autorisation préfectorale.
- véhicules des équipes cynotechniques de la Régie autonome des transports parisiens, à titre expérimentale, jusqu'au 15 mars 2026[13]

## Véhicule d'intérêt général bénéficiant de facilités de passage

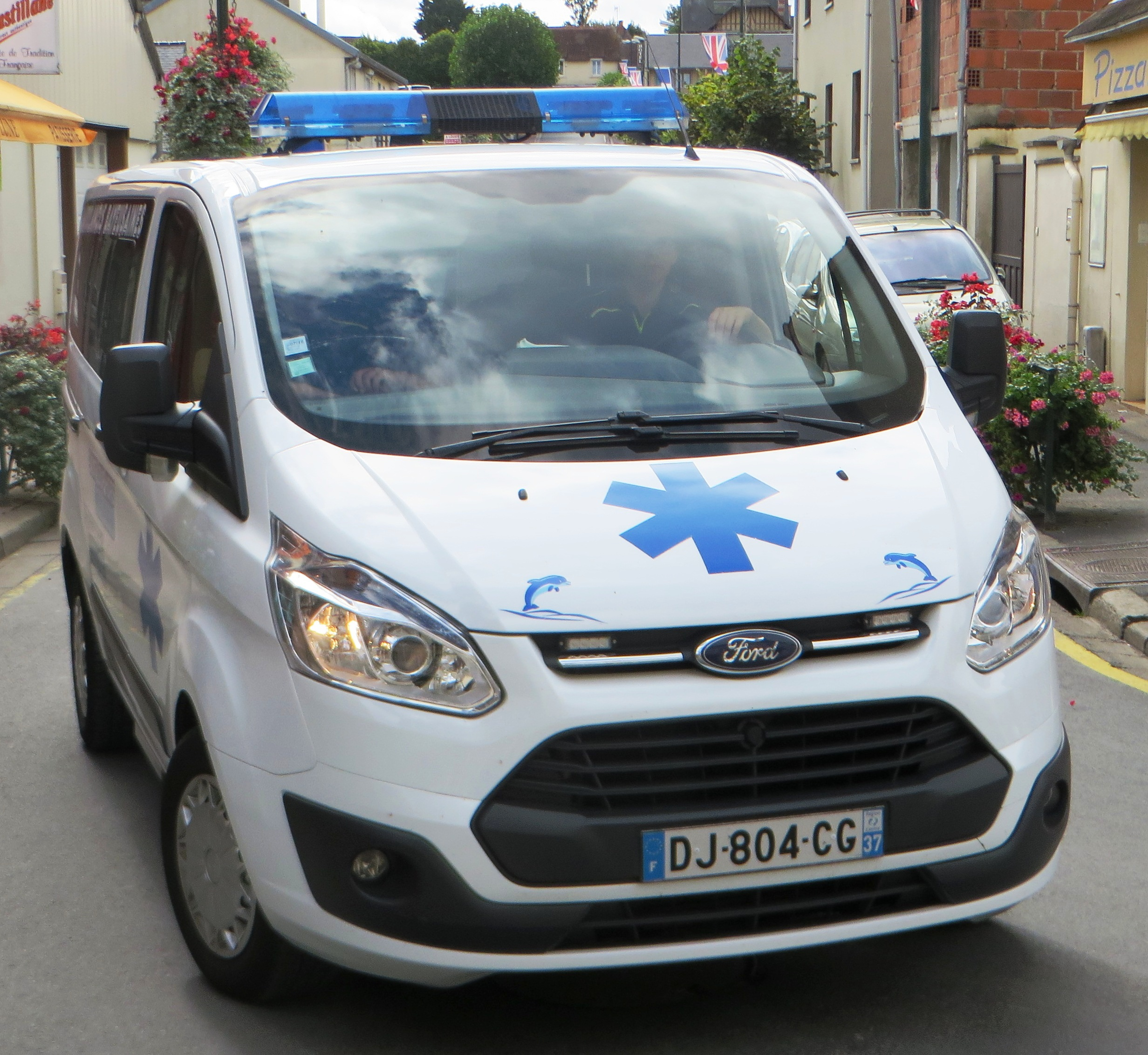
L'ambulance privée, est un véhicule d'intérêt général prioritaire uniquement dans le cas où elle serait exclusivement affectée à un SAMU. Dans tous les autres cas, elle ne bénéficie que de facilités de passage.

Ces véhicules ne sont pas prioritaires aux intersections et bénéficient de possibilité restreintes d'enfreindre des règles du code de la route. Il est nécessaire de leur faciliter le passage, en leur ouvrant la route (en sécurité) s'ils utilisent conjointement leur :
- sirène deux tons[2] trois temps;
- feu à éclat[3] de couleur bleue[4].

Ces véhicules sont :
- ambulances de transport sanitaire ;
- véhicule de premiers secours à personnes des associations agréées de sécurité civile ;
- véhicule d'intervention d'Électricité Réseau Distribution France et assimilés ;
- véhicule d'intervention de Gaz Réseau Distribution France et assimilés[16] ;
- véhicule du service de la surveillance de la Société nationale des chemins de fer français ;
- véhicule du service de la surveillance de la Régie autonome des transports parisiens ;
- véhicule de transports de fonds de la Banque de France ;
- véhicule des associations médicales concourant à la permanence des soins ;
- véhicule des médecins lorsqu'ils participent à la garde départementale ;
- véhicule de transports de produits sanguins et d'organes humains ;
- engin de service hivernal ;
- sur autoroutes ou routes à deux chaussées séparées, véhicule d'intervention des services gestionnaires de ces voies ;

## Législation et controverses
- En France, la législation a évolué à de multiples reprises[17], notamment à la demande de services ne figurant pas encore dans les listes établies par décret. De plus, le préfet (ou le préfet de police à Paris) est chargé d'octroyer les autorisations pour certains véhicules bénéficiant de facilités de passage[18], ce qui peut expliquer la présence de feux bleus ou de sirènes sur des véhicules ne faisant pas partie de la liste fixée dans le Code de la Route.

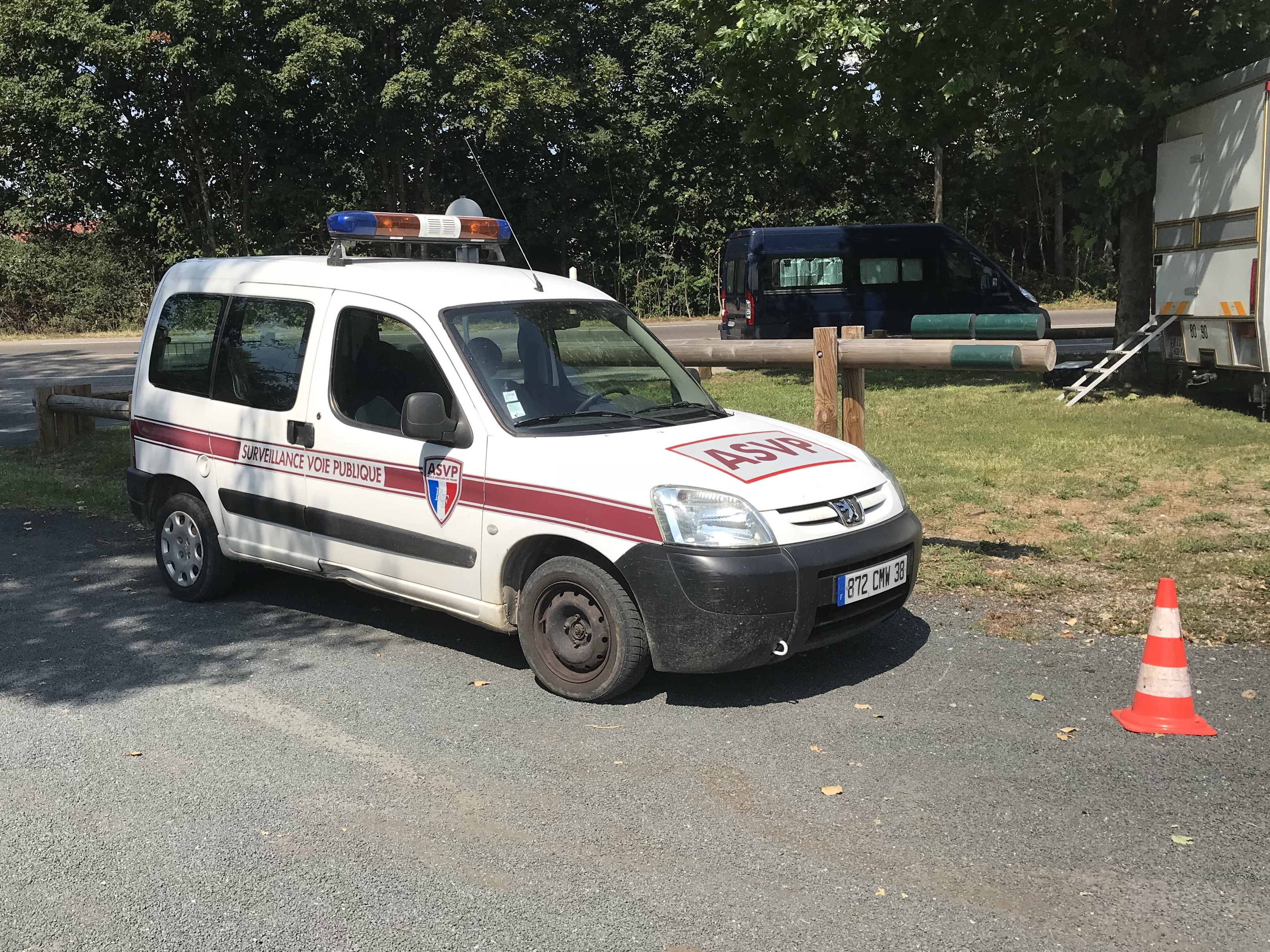
Un véhicule destiné aux "Agents de Sécurité de la Voie Publique". En principe, ce véhicule n'est pas un considéré comme d'intérêt général, mais a pourtant été équipé de signaux lumineux bleus.

Ainsi, les véhicules de police municipale ont été clairement définis comme des véhicules d'intérêt général prioritaires à la suite du décret D511-10 publié le 4 décembre 2013 alors même que beaucoup possédaient depuis longtemps des équipements lumineux bleus et des sirènes deux temps.
De même, les véhicules des gardes champêtre ne sont pas considérés comme des véhicules d'intérêt général, bien qu'un arrêté ministériel standardise leur sérigraphie et la rapproche des véhicules de police municipale. Nombre de municipalités ou d'intercommunalités pourraient donc se trouver donc dans l'illégalité en faisant installer sur ces véhicules des équipements lumineux bleus et des sirènes s'ils n'ont pas d'autorisation préfectorale.
- Certaines administrations ont parfois équipé leurs véhicules de signaux lumineux bleus et/ou de sirènes sans être présentes dans la liste des véhicules d'intérêt général comme défini dans le Code de la Route.

C'est notamment le cas, sans que cela soit une généralité, pour des véhicules affectés aux Agents de Sécurité de la Voie Publique, aux gardes champêtres et assimilés (Brigades Vertes, Brigade Environnement, Police Rurale) mais aussi aux Affaires Maritimes ou aux Comités communaux feux de forêts.
- Le certificat d'immatriculation des véhicules autorisés à être équipés d'un feu spécial bleu fait état d'une mention particulière[23].

- La question de l'utilisation, parfois jugée abusive, des avertisseurs lumineux et surtout sonores, fait régulièrement l'objet de débats ou de questions à l'Assemblée Nationale[24].

En 2022, 96 véhicules ont été verbalisés à Paris et dans sa petite couronne pour l'utilisation abusive d'avertisseurs sonores spéciaux réservés aux véhicules d'intérêt général.